# Alexei Andrejewitsch Ljapunow
Alexei Andrejewitsch Ljapunow (russisch Алексе́й Андре́евич Ляпуно́в, englische Transkription Alexey Lyapunov; * 25. September 1911 in Moskau; † 23. Juni 1973 ebenda) war ein russischer Informatiker und Mathematiker. Er gilt als Begründer der  Kybernetik und Pionier der Informatik in der Sowjetunion.
Ljapunow studierte ab 1928 Mathematik an der Lomonossow-Universität und forschte ab 1932 unter Nikolai Nikolajewitsch Lusin über Maßtheorie, reelle Funktionen und deskriptive Mengenlehre. Ab 1934 war er am Steklow-Institut. Außerdem unterrichtete er als Professor an der Moskauer Artillerieakademie. Anfang der 1950er Jahre übernahm er die Programmiergruppe in der Abteilung Angewandte Mathematik des Steklow-Instituts, dem späteren Keldysh Institut (geleitet von Mstislaw Wsewolodowitsch Keldysch). Er organisierte das erste Seminar über Kybernetik in der Sowjetunion an der Lomonossow-Universität, als diese noch von offizieller Seite in der Sowjetunion teilweise als reaktionäre Pseudowissenschaft verunglimpft wurde. Einer seiner Schüler in Moskau war Juri Iwanowitsch Schurawljow wie auch Andrei Petrowitsch Jerschow, Juli Lasarewitsch Ketkow, Anatoli Iwanowitsch Kitow, Igor Poletajew, Modest Haase-Rapoport, Michail Zetlin und Oleg Borissowitsch Lupanow. 1961 ging Ljapunow an das Institut für Mathematik der Sibirischen Abteilung der Sowjetischen Akademie der Wissenschaften in Nowosibirsk (heute Sobolew-Institut), wo er die Abteilung Kybernetik gründete. Er gründete auch das Kybernetik Institut an der Universität Nowosibirsk und am Institut für Hydrodynamik der Sibirischen Abteilung der Akademie der Wissenschaften (heute Lawrentijew Institut).  
Er befasste sich auch mit mathematischer Biologie und Linguistik.
1996 erhielt er mit anderen den Computer Pioneer Award, und er erhielt den Lenin-Orden sowie den Orden des Roten Banners der Arbeit.
Er war seit 1964 Korrespondierendes Mitglied der Sowjetischen Akademie der Wissenschaften.
Ljapunow organisierte in seinem Haus Mathematik- und Physikunterricht für begabte Kinder (Gelehrte Kindergesellschaft), an denen unter anderem Wladimir Arnold teilnahm.